# Rusokastro
Rusokastro (bulgariska: Русокастро) är ett distrikt i Bulgarien.   Det ligger i kommunen Obsjtina Kameno och regionen Burgas, i den östra delen av landet, 300 km öster om huvudstaden Sofia.
Trakten runt Rusokastro består till största delen av jordbruksmark. Runt Rusokastro är det ganska glesbefolkat, med 32 invånare per kvadratkilometer.